# Angel Island
Angel Island – wyspa należąca do USA, leżąca w hrabstwie Marin, w Zatoce San Francisco. Ma powierzchnię 3,1 km², najwyższy punkt wyspy leży na wysokości 240 m n.p.m.
W latach 1910–1940 na wyspie działało centrum przyjmowania imigrantów do Stanów Zjednoczonych przybywających z Azji na zachodnie wybrzeże USA (podobna stacja na wschodnim wybrzeżu znajdowała się na wyspie Ellis). Centrum działało od 1775 i przez cały okres istnienia przyjęło 175 tysięcy imigrantów.
Cała wyspa jest objęta ochroną i od 2009 stanowi park stanowy Angel Island State Park, natomiast budynki centrum imigracyjnego są na liście Narodowych Pomników Historycznych USA.